# شعب عديم الرحمة
شعب عديم الرحمة أو أناس لا يرحمون (بالإنجليزية: Ruthless People)‏ هو فيلم كوميديا سوداء أمريكي من بطولة داني ديفيتو، بيت ميدلر، جدج راينهولد، أنيتا موريس، هيلين سلاتر وبيل بولمان، صدر الفيلم في 27 يونيو 1986.

## روابط خارجية
- شعب عديم الرحمة على موقع IMDb (الإنجليزية)
- شعب عديم الرحمة على موقع ميتاكريتيك (الإنجليزية)
- شعب عديم الرحمة على موقع روتن توميتوز (الإنجليزية)
- شعب عديم الرحمة على موقع نتفليكس (الإنجليزية)
- شعب عديم الرحمة على موقع ألو سيني (الفرنسية)
- شعب عديم الرحمة على موقع Turner Classic Movies (الإنجليزية)
- شعب عديم الرحمة على موقع أول موفي (الإنجليزية)
- شعب عديم الرحمة على موقع بوكس أوفيس موجو (الإنجليزية)
- شعب عديم الرحمة على موقع فيلمافينيتي (الإسبانية)
- شعب عديم الرحمة على موقع قاعدة بيانات الأفلام السويدية (السويدية)